# Nguyễn Văn Quyền (chính khách)
Nguyễn Văn Quyền (sinh ngày 11 tháng 12 năm 1953) là một chính trị gia người Việt Nam. Ông hiện là đại biểu quốc hội Việt Nam khóa 14 nhiệm kì 2016-2021, thuộc đoàn đại biểu quốc hội thành phố Cần Thơ. Năm 2016, ông đã ứng cử và trúng cử đại biểu quốc hội ở đơn vị bầu cử số 2, thành phố Cần Thơ (gồm có các quận: Bình Thủy, Ô Môn và huyện Thới Lai) với 160.819 phiếu chiếm tỉ lệ 55,11% số phiếu hợp lệ. Đây là kết quả bầu lại lần hai, vì bỏ phiếu lần đầu cũng ở đơn vị bầu cử này vào ngày 22 tháng 5 năm 2016, ông chỉ nhận được 137.393 phiếu, đạt tỉ lệ 47,12%, bé hơn 50% nên không được chọn. Ông hiện là Bí thư Đảng đoàn, Chủ tịch Hội Luật gia Việt Nam, Ủy viên Đoàn Chủ tịch Ủy ban Trung ương Mặt trận Tổ quốc Việt Nam, Ủy viên Ban Chỉ đạo Cải cách Tư pháp Trung ương Đảng Cộng sản Việt Nam, Chủ tịch danh dự Hội Hữu nghị Việt Nam - Ucraina. Ông hiện là Chủ tịch Hội Luật gia Việt Nam. Ông từng là đại biểu Quốc hội Việt Nam khóa 12, thuộc đoàn đại biểu tỉnh Bà Rịa – Vũng Tàu.

## Xuất thân
Nguyễn Văn Quyền sinh ngày 11 tháng 12 năm 1953 quê quán ở xã Khánh Thượng, huyện Yên Mô, tỉnh Ninh Bình. 
Ông hiện cư trú ở Số nhà 49, ngách 7, ngõ 381 Nguyễn Khang, tổ 6, phường Yên Hòa, quận Cầu Giấy, thành phố Hà Nội.

## Giáo dục
- Giáo dục phổ thông: 10/10
- Cử nhân Luật
- Tiến sĩ luật
- Cao cấp lí luận chính trị

## Sự nghiệp
Ông gia nhập Đảng Cộng sản Việt Nam vào ngày 03/11/1983.
Năm 2011, ông là Ủy viên Ủy ban Pháp luật của Quốc hội, Phó Chánh văn phòng TW Đảng, Ủy viên Ban chỉ đạo cải cách tư pháp TW, Chủ tịch Hội hữu nghị Việt Nam - Ucraina, làm việc ở Văn phòng TW Đảng, 1A Hùng Vương, thành phố Hà Nội.
Ông từng là đại biểu Quốc hội Việt Nam khóa 12, thuộc đoàn đại biểu tỉnh Bà Rịa – Vũng Tàu.
Năm 2016, ông là Bí thư Đảng đoàn, Chủ tịch Hội Luật gia Việt Nam, Ủy viên Đoàn Chủ tịch Ủy ban Trung ương Mặt trận Tổ quốc Việt Nam, Ủy viên Ban Chỉ đạo Cải cách Tư pháp Trung
ương, Chủ tịch danh dự Hội Hữu nghị Việt Nam - Ucraina.
Ông được trung ương Hội luật gia Việt Nam giới thiệu ứng cử đại biểu Quốc hội khóa 14 (2016-2021) ở Cần Thơ. Tuy nhiên lần đầu bầu cử ông không được chọn vì số phiếu hợp lệ nhỏ hơn 50%. Ông được bầu bổ sung lần 2 cũng ở Cần Thơ.
Ông đang là Chủ tịch Hội Luật gia Việt Nam.

## Đại biểu Quốc hội Việt Nam khóa 14 nhiệm kì 2016-2021
Ngày 22 tháng 5 năm 2016, ông đã ứng cử đại biểu quốc hội ở đơn vị bầu cử số 2, thành phố Cần Thơ (gồm có các quận: Bình Thủy, Ô Môn và huyện Thới Lai). Kết quả kiểm phiếu ông nhận được 137.393 phiếu, đạt tỉ lệ 47,12%, bé hơn 50% nên không được chọn. Sau đó Hội đồng bầu cử Quốc gia cho bầu lại bổ sung, lần này ông nhận được từ chính đơn vị bầu cử này 160.819 phiếu chiếm tỉ lệ 55,11% số phiếu hợp lệ và trúng cử. 